# Danmarks Underholdningsorkestret
Danmarks Underholdingsorkestret (het Amusementsorkest van Denemarken), tot 2015 genaamd DR RadioUnderholdningsOrkestret, kortweg RUO, is een Deens orkest voor zowel klassieke als lichte muziek. Internationaal en bij cd-opnamen staat het bekend onder de naam Danish Chamber Orchestra. 

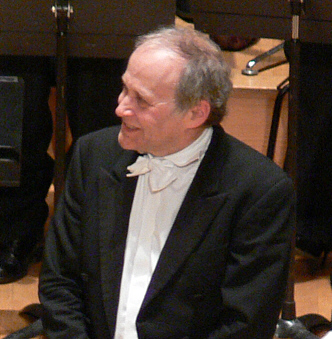
Dirigent Ádám Fischer

Het orkest werd in 1939 opgericht door Danmarks Radio, de publieke omroep in Denemarken. De leiding had Louis Preil en in de loop der jaren is het orkest geleid door Deense dirigenten als Teddy Petersen, Kai Mortensen, Grethe Kolbe en Børge Wagner. Het heeft altijd in de schaduw gestaan van DR Symfoniorkestret (het Deens Radio Symfonieorkest), maar sinds 1999 staat de Hongaarse dirigent Ádám Fischer voor het orkest. Hij heeft ervoor gezorgd dat het orkest meer bekendheid kreeg, in eerste instantie door zich te richten op de opera's en symfonieën van Haydn en Mozart. Met deze uitvoeringen en opnamen werd prestige verworven in de wereld van de klassieke muziek. In aanvulling daarop verzorgt het orkest de begeleiding van populaire en popmuziek. Zo is het sinds 1993 betrokken bij het slotconcert van het jaarlijkse muziekfestival op het terrein van kasteel Ledreborg bij Lejre. Op die plek speelde het in 2009 bijvoorbeeld mee op het livealbum Procol Harum in Concert.
Per 9 december 2015 werd DR RadioUnderholdningsOrkestret door Danmarks Radio opgeheven op last van minister van cultuur Marianne Jelved. Protesten van culturele instanties en particulieren haalden niets uit, ook niet toen op de valreep een internationale cd-prijs aan het orkest werd toegekend voor de opnamen van Mozarts complete symfonieën op het platenlabel Dacapo Records. De musici namen toen zelf het orkest over, dat een succesvolle doorstart maakte onder de naam Danmarks Underholdingsorkestret. Ádám Fischer bleef de chef-dirigent. De eerste gastdirigent David Firman neemt doorgaans de niet-klassieke concerten voor zijn rekening. Het orkest telt 42 musici.
De cd-opnamen van Ádám Fischer met dit orkest voor Naxos met de complete symfonieën van Beethoven (2019) werden in de vakpers gunstig ontvangen. In 2022 volgden de complete symfonieën van Brahms.